# Бадија Полезине
Бадија Полезине (итал. Badia Polesine) је насеље у Италији у округу Ровиго, региону Венето.
Према процени из 2011. у насељу је живело 6940 становника. Насеље се налази на надморској висини од 12 м.

## Становништво
Према резултатима пописа становништва 2011. у општини је живело 10.536 становника.
| 1931.  | 1936.  | 1951.  | 1961.  | 1971.  | 1981.  | 1991.  | 2001.  | 2011.  |
| ------ | ------ | ------ | ------ | ------ | ------ | ------ | ------ | ------ |
| 12.623 | 12.797 | 13.570 | 10.733 | 10.127 | 10.166 | 10.172 | 10.431 | 10.536 |

## Партнерски градови
- Estepa